# Annakata
Az Annakata női név az Anna és a Kata nevek összevonásából alakult ki.

## Rokon nevek
Anda, Anélia, Anéta, Anett, Anetta, Anica, Anika, Anikó, Anilla, Anina, Anita, Anka, Anna, Anabel, Anabella, Annabell, Annabella, Annaliza, Annamari, Annamária, Annarita, Annavera, Anni, Ekaterina, Hanna, Hanka, Karen, Karin, Kata, Katarina, Katerina, Kati, Katica, Katinka, Kató, Katrin, Kisanna, Kisó, Kitti, Nanett, Nanetta, Netta, Netti, Nina, Ninell, Ninetta, Ninon, Panka, Panna, Panni

## Gyakorisága
Az újszülötteknek az 1990-es években nem lehetett anyakönyvezni. A 2000-es és a 2010-es években sem szerepelt a 100 leggyakrabban adott női név között.
A teljes népességre vonatkozóan az Annakata sem a 2000-es, sem a 2010-es években nem szerepelt a 100 leggyakrabban viselt női név között.